# Maijasaari (ö i Mellersta Finland)
Maijasaari är en ö i Finland. Den ligger i sjön Keitele och i kommunen Äänekoski i den ekonomiska regionen  Äänekoski ekonomiska region  och landskapet Mellersta Finland, i den centrala delen av landet, 290 km norr om huvudstaden Helsingfors. Öns area är 0,2 hektar och dess största längd är 50 meter i sydväst-nordöstlig riktning.